# Prva liga (damvolleyboll, Jugoslavien)
Prva liga var den högsta serien i volleyboll för damer i Jugoslavien från 1945 och fram till 2003. Serien ersattes i samband med Jugoslaviens upplösning ersattes den av Superliga (Kroatien), 1. DOL (Slovenien), Nordmakedonska mästerskapet (Nordmakedonien) och Premijer liga (Bosnien och Hercegovina) i de delrepubliker som bildade självständiga stater. Då Förbundsrepubliken Jugoslavien ombildades  till Serbien och Montenegro ersattes den av Serbien och Montenegros förstadivision.

## Resultat per år[1]
| Säsong                  | Podium                   | Podium               | Podium               |
| Mästare                 | Andra                    | Tredje               |                      |
| ----------------------- | ------------------------ | -------------------- | -------------------- |
| 1945 mer information    | Slovenien                | -                    | -                    |
| 1946 mer information    | OK Branik                | -                    | -                    |
| 1947 mer information    | Enotnost Ljubljana       | -                    | -                    |
| 1948 mer information    | Enotnost Ljubljana       | -                    | ŽOK Spartak Subotica |
| 1949 mer information    | Enotnost Ljubljana       | ŽOK Spartak Subotica | -                    |
| 1950 mer information    | Enotnost Ljubljana       | -                    | ŽOK Spartak Subotica |
| 1951 mer information    | OK Železničar Ljubljana  | ŽOK Spartak Subotica | -                    |
| 1952 mer information    | ŽOK Partizan             | -                    | ŽOK Spartak Subotica |
| 1953 mer information    | OK Branik                | -                    | -                    |
| 1954 mer information    | OK Železničar Ljubljana  | -                    | -                    |
| 1955 mer information    | ŽOK Partizan             | -                    | -                    |
| 1956 mer information    | ŽOK Partizan             | -                    | -                    |
| 1957 mer information    | ŽOK Partizan             | -                    | -                    |
| 1958 mer information    | ŽOK Partizan             | -                    | -                    |
| 1959 mer information    | OK Röda stjärnan Belgrad | -                    | -                    |
| 1960 mer information    | ŽOK Partizan             | -                    | -                    |
| 1961 mer information    | ŽOK Partizan             | -                    | -                    |
| 1962 mer information    | OK Röda stjärnan Belgrad | -                    | -                    |
| 1963 mer information    | OK Röda stjärnan Belgrad | -                    | -                    |
| 1964 mer information    | OK Röda stjärnan Belgrad | -                    | -                    |
| 1965 mer information    | OK Röda stjärnan Belgrad | -                    | -                    |
| 1966 mer information    | OK Röda stjärnan Belgrad | -                    | -                    |
| 1967 mer information    | OK Röda stjärnan Belgrad | -                    | -                    |
| 1967-68 mer information | ŽOK Partizan             | -                    | -                    |
| 1968-69 mer information | OK Röda stjärnan Belgrad | -                    | -                    |
| 1969-70 mer information | OK Röda stjärnan Belgrad | -                    | -                    |
| 1970-71 mer information | OK Röda stjärnan Belgrad | -                    | -                    |
| 1971-72 mer information | OK Röda stjärnan Belgrad | -                    | -                    |
| 1972-73 mer information | ŽOK Partizan             | -                    | -                    |
| 1973-74 mer information | ŽOK Rijeka               | -                    | -                    |
| 1974-75 mer information | OK Röda stjärnan Belgrad | -                    | -                    |
| 1975-76 mer information | OK Röda stjärnan Belgrad | -                    | -                    |
| 1976-77 mer information | OK Röda stjärnan Belgrad | -                    | -                    |
| 1977-78 mer information | OK Röda stjärnan Belgrad | -                    | -                    |
| 1978-79 mer information | OK Röda stjärnan Belgrad | -                    | -                    |
| 1979-80 mer information | OK Radnički              | -                    | -                    |
| 1980-81 mer information | OK Radnički              | -                    | -                    |
| 1981-82 mer information | OK Röda stjärnan Belgrad | -                    | -                    |
| 1982-83 mer information | OK Röda stjärnan Belgrad | -                    | -                    |
| 1983-84 mer information | HAOK Mladost             | -                    | -                    |
| 1984-85 mer information | OK Branik                | -                    | -                    |
| 1985-86 mer information | OK Branik                | -                    | -                    |
| 1986-87 mer information | HAOK Mladost             | -                    | -                    |
| 1987-88 mer information | OK Radnički              | -                    | -                    |
| 1988-89 mer information | HAOK Mladost             | -                    | -                    |
| 1989-90 mer information | HAOK Mladost             | -                    | -                    |
| 1990-91 mer information | HAOK Mladost             | -                    | -                    |
| 1991-92 mer information | OK Röda stjärnan Belgrad | -                    | -                    |
| 1992-93 mer information | OK Röda stjärnan Belgrad |                      |                      |
| 1993-94 mer information | ŽOK Jedinstvo Užice      |                      |                      |
| 1994-95 mer information | ŽOK Jedinstvo Užice      |                      |                      |
| 1995-96 mer information | ŽOK Jedinstvo Užice      |                      |                      |
| 1996-97 mer information | ŽOK Jedinstvo Užice      |                      |                      |
| 1997-98 mer information | ŽOK Jedinstvo Užice      |                      |                      |
| 1998-99 mer information | ŽOK Jedinstvo Užice      |                      |                      |
| 1999-00 mer information | ŽOK Jedinstvo Užice      |                      |                      |
| 2000-01 mer information | ŽOK Jedinstvo Užice      |                      |                      |
| 2001-02 mer information | OK Röda stjärnan Belgrad |                      |                      |
| 2002-03 mer information | OK Röda stjärnan Belgrad |                      |                      |